# Нік Фотю
Нік Фотю (англ. Nick Fotiu, нар. 25 травня 1952, Стейтен-Айленд) — колишній американський хокеїст, що грав на позиції нападника.

## Ігрова кар'єра
Професійну хокейну кар'єру розпочав 1973 року.
Протягом професійної клубної ігрової кар'єри, що тривала 18 років, захищав кольори команд «Нью-Йорк Рейнджерс», «Гартфорд Вейлерс», «Калгарі Флеймс», «Філадельфія Флаєрс», «Едмонтон Ойлерс» та «Нью-Інгленд Вейлерс».

## Статистика
| Ліга | Регулярний сезон | Регулярний сезон | Регулярний сезон | Регулярний сезон | Регулярний сезон | Регулярний сезон | Плей-оф | Плей-оф | Плей-оф | Плей-оф | Плей-оф |
| Ліга | І                | Г                | П                | О                | ШХ               | І                | Г       | П       | О       | ШХ      |         |
| ---- | ---------------- | ---------------- | ---------------- | ---------------- | ---------------- | ---------------- | ------- | ------- | ------- | ------- | ------- |
| ВХА  | 110              | 5                | 4                | 9                | 238              | 20               | 5       | 2       | 7       | 84      |         |
| НХЛ  | 646              | 60               | 77               | 137              | 1362             | 38               | 0       | 4       | 4       | 67      |         |